# Canton d'Angoulême-Ouest
Le canton d'Angoulême-Ouest est une ancienne division administrative française, située dans le département de la Charente. Il avait été créé par le décret no 82-25 du 15 janvier 1982 portant modification et création de cantons dans le département de la Charente qui avait créé trois cantons en remplacement des anciens cantons d'Angoulême-I et Angoulême-II.

## Composition
Le canton d'Angoulême-Ouest se composait d’une fraction de la commune d'Angoulême. Il comptait 14 954 habitants (population municipale) au 1er janvier 2012.
| Nom                   | Code Insee | Intercommunalité  | Population (dernière pop. légale)               |
| --------------------- | ---------- | ----------------- | ----------------------------------------------- |
| Angoulême (chef-lieu) | 16015      | CA GrandAngoulême | Fraction : 14 954(2012) Commune : 41 955 (2014) |

## Représentation
| Période | Période | Identité        | Étiquette | Qualité |
| ------- | ------- | --------------- | --------- | --- |
| 1982    | 1992    | Pierre Jabalot  | RPR       | Docteur en médecine Premier adjoint au maire d'Angoulême (1989-1995)                                                        |
| 1992    | 1998    | Patrick Gérard  | UDF-CDS   | Médecin Adjoint au maire d'Angoulême (1995-2008)                                                                            |
| 1998    | 2011    | Philippe Lavaud | PS        | Enseignant Maire d'Angoulême (2008-2014) Président de la Communauté d'Agglomération du Grand Angoulême (COMAGA) (2008-2014) |
| 2011    | 2015    | David Comet     | PS        | Attaché parlementaire de Jean-Claude Viollet                                                                                |

## Démographie
| 1982 | 1990   | 1999   | 2006   | 2011   | 2012   |
| ---- | ------ | ------ | ------ | ------ | ------ |
| -    | 16 503 | 16 207 | 15 955 | 14 917 | 14 954 |